# فرضیه ریمان

بخش حقیقی (قرمز) و بخش موهومی (آبی) ابع زتای ریمان در طول خط بحرانی. اولین صفرهای نابدیهی در و قابل رؤیت اند.

در ریاضیات، فرضیه ریمان (به انگلیسی: Riemann Hypothesis) حدسی است که ادعا می‌کند صفرهای تابع زتای ریمان فقط در اعداد منفی زوج حقیقی یا اعداد مختلطی با بخش حقیقی {\displaystyle {\frac {1}{2}}} می‌باشند. بسیاری از دانشمندان این فرضیه را مهم‌ترین مسئلهٔ حل نشده در ریاضیات محض می‌دانند. این حدس در نظریه اعداد مورد علاقه و توجه زیادی است، چرا که نتایجی را در مورد توزیع اعداد اول ایجاب می‌کند. این حدس توسط برنهارت ریمان در ۱۸۵۰ ارائه و به نام خودش نامگذاری شد.
حدس ریمان و برخی از تعمیمات آن، به همراه حدس گلدباخ و حدس اعداد اول دوقلو، مسئله هشتم هیلبرت را در فهرست مسائل ۲۳ گانه حل نشده دیوید هیلبرت تشکیل می‌دهند؛ همچنین این مسئله یکی از مسائل جایزه هزاره مؤسسه ریاضیاتی کِلِی است. برخی مواقع این عنوان را برای فرض‌های مشابهی چون فرضیه ریمان برای منحنی‌های روی میدان‌های متناهی نیز به کار می‌برند. با اینکه این مسئله حل نشده‌است اما محاسبات کامپیوترها نشان داده‌است که ۱۰ تریلیون ریشه اول مسئله در خط بحرانی (Re=0٫۵) قرار دارند.
تابع زتای ریمان {\displaystyle \zeta (s)}، تابعی است که آرگومانش می‌تواند هر عدد مختلطی به جز ۱ باشد، به گونه‌ای که مقادیرش نیز مختلط اند. این تابع صفرهایی در اعداد صحیح منفی زوج دارد؛ یعنی اگر s برابر یکی از اعداد: ۲-، ۴-، ۶-، … باشد، {\displaystyle \zeta (s)=0} خواهد بود. به این صفرها، صفرهای بدیهی تابع زتای ریمان می‌گویند. با این حال، این‌ها تنها صفرهای تابع زتای ریمان نیستند، این تابع دارای صفرهای دیگری به نام صفرهای نابدیهی نیز می‌باشد. فرضیه ریمان مربوط به تعیین مکان صفرهای نابدیهی این تابع بوده و بیان می‌کند:
بخش حقیقی هر صفر نابدیهی از تابع زتای ریمان {\displaystyle {\frac {1}{2}}} است.
ازین رو، اگر فرضیه ریمان صحیح باشد، تمام صفرهای نابدیهی تابع مذکور بر روی خط بحرانی شامل اعداد صفحه مختلط به فرم {\displaystyle {\frac {1}{2}}+{\it {it}}} خواهند بود، که t عددی حقیقی و i یکه موهومی است.

## تابع زتای ریمان

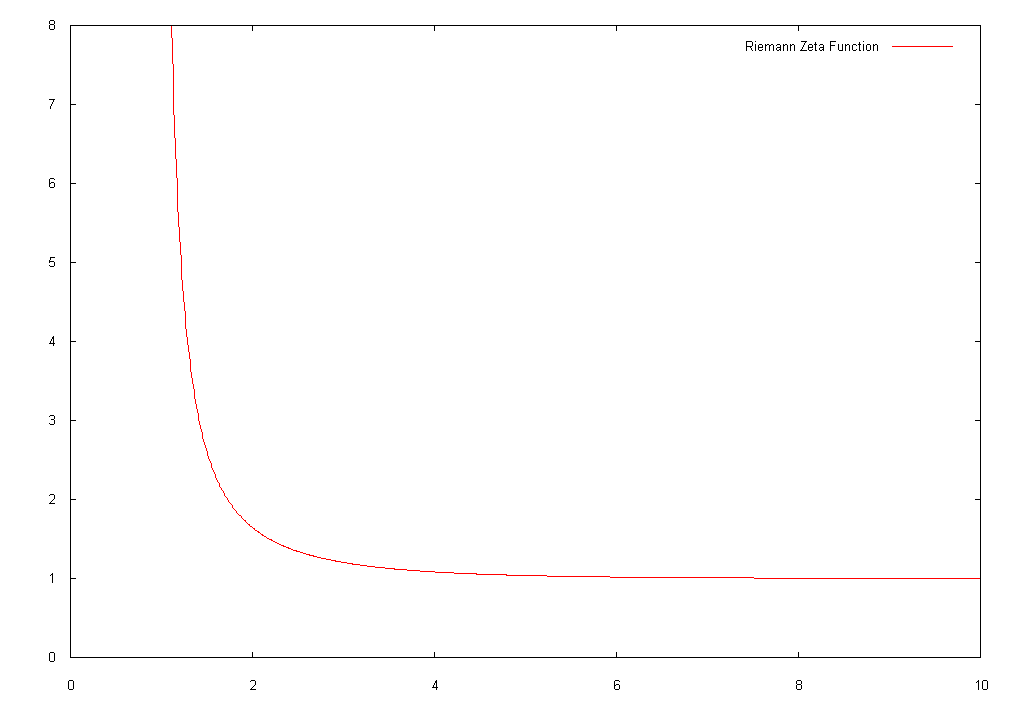
تابع زتا ریمان در 0.0:10.0

تابع زتای ریمان برای اعداد مختلط s با مقدار حقیقی بزرگ‌تر از ۱ با سری بی‌نهایت همگرای زیر تعریف می‌شود.
{\displaystyle \zeta (s)=\sum _{n=1}^{\infty }{\frac {1}{n^{s}}}={\frac {1}{1^{s}}}+{\frac {1}{2^{s}}}+{\frac {1}{3^{s}}}+\cdots }
لئونارد اویلر در دهه ۱۷۳۰ این سری را برای اعداد حقیقی بررسی کرده بود و راه حلی هم برای مسئله بازل ارائه کرده بود. او همچنین ثابت کرده بود که مقدار این سری برابر با حاصل ضرب اویلر است.
{\displaystyle \zeta (s)=\prod _{p{\text{ prime}}}{\frac {1}{1-p^{-s}}}={\frac {1}{1-2^{-s}}}\cdot {\frac {1}{1-3^{-s}}}\cdot {\frac {1}{1-5^{-s}}}\cdot {\frac {1}{1-7^{-s}}}\cdot {\frac {1}{1-11^{-s}}}\cdots }
که در آن حاصل ضرب بینهایت بر روی تمام اعداد اول است.
حدس ریمان در ریشه‌هایی بحث می‌کند که خارج از منطقه همگرایی این سری و حاصل ضرب اویلر است. برای این که این حدس معنی پیدا کند، باید به‌طور تحلیلی این تابع را ادامه داد تا برای همه اعداد مختلط تعریف شود. این کار را می‌توان با تبدیل جمله‌های سری با استفاده از تابع اتای دیریکله به صورت زیر انجام داد. اگر مقدار حقیقی s بیشتر از یک است، تابع زتا در معادله زیر صدق می‌کند.
{\displaystyle \left(1-{\frac {2}{2^{s}}}\right)\zeta (s)=\sum _{n=1}^{\infty }{\frac {(-1)^{n+1}}{n^{s}}}={\frac {1}{1^{s}}}-{\frac {1}{2^{s}}}+{\frac {1}{3^{s}}}-\cdots .}
اما سری بالا در سمت راست معادله نه تنها وقتی بخش حقیقی s بزرگ‌تر از یک است همگراست، بلکه به‌طور کلی تر وقتی که بخش حقیقی s مثبت است؛ بنابراین این سری جایگزین تابع زتا را از دامنه Re(s)> 1 به دامنه بزرگتر Re(s)> 0 تعمیم می‌دهد. به استثنای ریشه‌های {\displaystyle } از {\displaystyle }. تابع زتا می‌تواند برای این مقادیر نیز با تعمیم داده شود.
در نوار Re(s)> 0 و Re(s) <1 تابع زتا در رابطه زیر صدق می‌کند.
{\displaystyle \zeta (s)=2^{s}\pi ^{s-1}\ \sin \left({\frac {\pi s}{2}}\right)\ \Gamma (1-s)\ \zeta (1-s).}
تابع زتا (ζ(s را می‌توان با فرض بر این که معادله بالا برای اعداد خارج از نوار نیز صادق است برای همه اعداد مختلط s تعریف کرد. وقتی که s یک عدد صحیح زوج منفی است ζ(s) = ۰ به این دلیل که جمله (sin(πs/2 صفر می‌شود؛ اینها ریشه‌های ساده تابع زتا هستند. (وقتی که s عدد صحیح زوج مثبت است این جمله صفر نمی‌شود چرا که ریشه‌های تابع سینوس با قطب‌های تابع گاما کنسل می‌شوند) مقدار ζ(۰) = -۱/۲ توسط معادله تابعی به دست نمی‌آید، بلکه مقدار حد تابع زتا است وقتی که تابع به صفر میل می‌کند. معادله تابعی همچنین نشان می‌دهد که تابع زتا ریشه دیگری بر روی اعداد با قسمت حقیقی منفی غیر از ریشه‌های ساده ندارد پس همه ریشه‌های غیر ساده باید در نوار بحرانی باشند جایی که قسمت حقیقی s بین ۰ و ۱ است.

## تأثیرات و دلایل اهمیت

### توزیع اعداد اول
فرمول صریح ریمان برای تعداد اعداد اول کمتر از یک عدد معین می‌گوید که مقدار نوسانات اعداد اول در اطراف موقعیت پیش‌بینی شده اشان توسط قسمت حقیقی ریشه‌های تابع زتا کنترل می‌شود. مقدار خطا در قضیه اعداد اول به مکان ریشه‌های تابع زتا مربوط است. برای مثال اگر β کران بالایی قسمت حقیقی ریشه‌ها باشد، تفاوت (π(x) - Li(x دارای خطایی از مرتبه O(xβ log(x)): Theorem 30  خواهد بود. در حال حاضر می‌دانیم که ۱/۲ ≤ β ≤ 1 : p. ۸۲ 
فون کخ در سال ۱۹۰۱ ثابت کرد که حدس ریمان «بهترین» کران ممکن برای خطای قضیهٔ اعداد اول را ارائه می‌کند. نسخه‌ای دقیق از نتایج کخ (Schoenfeld 1976) بیان می‌کند که بر طبق حدس ریمان
{\displaystyle |\pi (x)-\operatorname {li} (x)|<{\frac {1}{8\pi }}{\sqrt {x}}\log(x),\qquad {\text{for all }}x\geq 2657,}
جایی که (π(x تابع شمارش اعداد اول است و (log(x لگاریتم طبیعی x است.
(Schoenfeld 1976) همچنین نشان داد که طبق حدس ریمان
{\displaystyle |\psi (x)-x|<{\frac {1}{8\pi }}{\sqrt {x}}\log ^{2}(x),\qquad {\text{for all }}x\geq 73.2,}
{\displaystyle }
برای همه {\displaystyle }. این نسخه صریحی از قضیه کرامر است.

### رشد توابع ریاضی
حدس ریمان علاوه بر کرانه‌هایی که بر تابع شمارش اعداد اول تعیین می‌کند، کرانه‌هایی نیز بر روی رشد توابع ریاضی می‌گذارد.
یک مثال آن تابع موبیوس μ است. معادله
{\displaystyle {\frac {1}{\zeta (s)}}=\sum _{n=1}^{\infty }{\frac {\mu (n)}{n^{s}}}}
برای همه sها با مقدار حقیقی بزرگتر از ۱/۲ معتبر است. از این رابطه می‌توان نتیجه گرفت که اگر تابع مرتنز با رابطه زیر تعریف شود
{\displaystyle M(x)=\sum _{n\leq x}\mu (n)}
آنگاه رابطه زیر
{\displaystyle M(x)=O(x^{{\frac {1}{2}}+\varepsilon })}
برای هر ε مثبت معادل حدس ریمان است. (J. E. Littlewood, 1912; به عنوان مثال به پاراگراف ۱۴٫۲۵ در (Titchmarsh 1986) نگاه کنید). دترمینان مرتبه n ماتریس ردهفر برابر است با (M(n بنابراین حدس ریمان می‌تواند همچنین به عنوان شرطی بر رشد این دترمینان‌ها باشد. حدس ریمان کرانه‌ای بر رشد M قرار می‌دهد (Odlyzko و te Riele 1985) که حدس مرتنز را رد می‌کند.
{\displaystyle |M(x)|\leq {\sqrt {x}}.}
حدس ریمان معادل بسیاری از حدس‌های دیگر در مورد سرعت رشد توابع ریاضی است. یک مثال قضیه رابین است که بیان می‌کند که اگر (σ(n تابع مقسوم علیه با رابطه زیر باشد
{\displaystyle \sigma (n)=\sum _{d\mid n}d}
آنگاه
{\displaystyle \sigma (n)<e^{\gamma }n\log \log n}
برای همه n> 5040 اگر و تنها اگر حدس ریمان درست باشد که در آن γ ثابت اویلر – ماسکرونی است.
مثال دیگر توسط ژروم فرانل پیدا شد و توسط لاندو ((Franel و Landau 1924) را ببینید) تعمیم داده شد. حدس ریمان معادل بسیاری از اظهارات است که نشان می‌دهند که دنباله فاری نسبتاً منظم هستند. یکی از این هم‌ارزی‌ها به شرح زیر است: اگر Fn دنباله فاری از مرتبه n باشد که با 1/n شروع و تا ۱/۱ ادامه یابد، آنگاه می‌توان گفت که برای همه ε> ۰
{\displaystyle \sum _{i=1}^{m}|F_{n}(i)-{\tfrac {i}{m}}|=O(n^{{\frac {1}{2}}+\epsilon })}
معادل حدس ریمان است. در اینجا
{\displaystyle m=\sum _{i=1}^{n}\phi (i)}
تعداد جمله‌های دنباله فاری از مرتبه n است.
به عنوان مثالی دیگر از نظریه گروه، اگر (g(n تابع لاندو با مرتبه ماکزیمم از المان‌های گروه متقارن Sn از درجه n باشد، آنگاه (Massias، Nicolas و Robin 1988) نشان داده‌اند که حدس ریمان معادل با کران تابع
{\displaystyle \log g(n)<{\sqrt {\operatorname {Li} ^{-1}(n)}}}
برای همه nهای به اندازه کافی بزرگ است.

### حدس تفاضل بین اعداد اول بزرگ
بر طبق قضیه اعداد اول به‌طور میانگین فاصله بین عدد اول p و عدد اول بعد از آن log p است. البته برخی فاصله‌ها ممکن است بسیار بزرگتر از میانگین باشد. کرامر ثابت کرد که با فرض این که حدس ریمان درست باشد، هر فاصله‌ای از مرتبه O(√p log p) است. حدس کرامر حاکی از آن است که هر فاصله‌ای از مرتبه (O((log p)2 است که در حالی که بزرگتر از متوسط فاصله است با این حال بسیار کوچکتر از کرانه‌ای است که از حدس ریمان به دست می‌آید. محاسبات عددی حدس کرامر را تأیید می‌کنند.

## محل ریشه‌ها

### تعداد ریشه‌ها
معادله تابعی همراه با اصل استدلال حاکی از آن است که تعداد ریشه‌های تابع زتا با قسمت موهومی بین ۰ و T با معادله زیر به دست می‌آید
{\displaystyle N(T)={\frac {1}{\pi }}\mathop {\mathrm {Arg} } (\xi (s))={\frac {1}{\pi }}\mathop {\mathrm {Arg} } (\Gamma ({\tfrac {s}{2}})\pi ^{-{\frac {s}{2}}}\zeta (s)s(s-1)/2)}
برای همه s=1/2+iT جایی که آرگومان با تغییر دادن آن به‌طور مداوم در راستای خط Im(s) = T با شروع از آرگومان ۰ در iT+∞ تعریف می‌شود. این مجموع جمله بزرگ (و کاملاً فهمیده شده) زیر است
{\displaystyle {\frac {1}{\pi }}\mathop {\mathrm {Arg} } (\Gamma ({\tfrac {s}{2}})\pi ^{-s/2}s(s-1)/2)={\frac {T}{2\pi }}\log {\frac {T}{2\pi }}-{\frac {T}{2\pi }}+7/8+O(1/T)}
همچنین مجموع جمله کوچک و ناشناخته و رازگونه زیر
{\displaystyle S(T)={\frac {1}{\pi }}\mathop {\mathrm {Arg} } (\zeta (1/2+iT))=O(\log(T)).}
بنابراین چگالی تعداد ریشه‌ها با بخش موهومی نزدیک به T تقریباً برابر با log(T)/2π است و تابع S تنها مقدار کمی از این مقدار منحرف می‌شود. تابع (S(t با مقدار ۱ در هر کدام از ریشه‌های تابع زتا پرش دارد و برای t ≥ ۸ تابع به‌طور یکنواخت بین ریشه‌ها با مشتقی نزدیک به log t- کاهش پیدا می‌کند.
Karatsuba در سال ۱۹۹۶ ثابت کرد که هر بازه (T, T+H] برای {\displaystyle } شامل حداقل
{\displaystyle H(\ln T)^{\frac {1}{3}}e^{-c{\sqrt {\ln \ln T}}}}
نقطه است که در آن تابع (S(t تغییر علامت می‌دهد.
Selberg (1946) نشان داد که میانگین گشتاورهای توان‌های زوج S با رابطه زیر به دست می‌آید
{\displaystyle \int _{0}^{T}|S(t)|^{2k}dt={\frac {(2k)!}{k!(2\pi )^{2k}}}T(\log \log T)^{k}+O(T(\log \log T)^{k-1/2}).}
این نشان می‌دهد که S(T)/(log log T)1/2 شبیه یک توزیع طبیعی با میانگین ۰ و واریانس ۲π2 است ((Ghosh 1983).
به ویژه |(S(T| معمولاً چیزی در حدودlog log T)1/2 ) است اما گاهی اوقات بسیار بزرگتر است. مرتبه دقیق رشد (S(T شناخته شده نیست. هیچ گونه بهبود بدون قید و شرطی برای کران اصلی ریمان (S(T)=O(log T وجود ندارد، هر چند حدس ریمان کران کوچک‌تری برابر با (S(T)=O(log T/log log T را نشان می‌دهد. مرتبه بزرگی دقیق آن است ممکن است چیزی کمتر از این مقدار باشد چنان‌که توابع تصادفی با توزیعی همانند (S(T معمولاً رشدی از مرتبه log(T)1/2 دارند. چنان‌که این مرتبه بزرگی نمی‌تواند بسیار کوچک باشد (Selberg 1946) نشان داد که S(T) ≠ o((log T)1/3/(log log T)7/3) و با فرض این که حدس ریمان درست باشد، مونتگمری نشان داد که S(T) ≠ o((log T)1/2/(log log T)1/2).
محاسبات عددی تأیید می‌کنند که S بسیار به آرامی رشد می‌کند: S(T)| <1| برای T <280 و |S(T)| <2 برای T <6800000 و بزرگ‌ترین مقدار |(S(T| که تا کنون یافت شده‌است کوچکتر از ۳ است.
ریمان تخمین زده‌است که (S(T) = O(log T حاکی از آن است که فاصله بین ریشه‌ها دارای کران است و لیتلوود این تخمین را کمی بهبود داده و نشان داده که فاصله بین قسمت‌های موهومی ریشه‌ها به سمت صفر میل می‌کند.

## ریشه‌ها روی نوار بحرانی
(Hardy 1914) و (Hardy و Littlewood 1921) با در نظر گرفتن گشتاور توابعی مربوط به تابع زتا، نشان داده‌اند که تعداد بی‌نهایتی از ریشه‌ها بر روی نوار بحرانی وجود دارند. (Selberg 1942) ثابت کرد که حداقل قسمت کوچکی از ریشه‌ها روی خط قرار دارند. (Levinson 1974) با استفاده از مشتق تابع زتا در محل ریشه‌ها این نتیجه را بهبود داد با بیان این که حداقل یک سوم ریشه‌ها روی خط قرار دارند. (Conrey 1989) این نتیجه را به دو پنجم بهبود داد.
اکثر ریشه‌ها باید نزدیک به خط باشند. به‌طور دقیق تر، (Bohr و Landau 1914) نشان دادند که برای هر ε مثبتی همه ریشه‌ها به غیر از قسمت بسیار کوچکی نزدیک به خط با فاصله ε قرار می‌گیرند. (Ivić ۱۹۸۵) تعدادی نسخه دقیق تر از این نتیجه را با نام تخمین چگالی ریشه‌ها ارائه می‌دهد، که تعداد ریشه‌ها را در مناطقی با قسمت موهومی حداکثر T و قسمت حقیقی حداقل ۱/۲+ε محدود می‌کند.

### محاسبات عددی
تابع
{\displaystyle \pi ^{-{\frac {s}{2}}}\Gamma ({\tfrac {s}{2}})\zeta (s)}

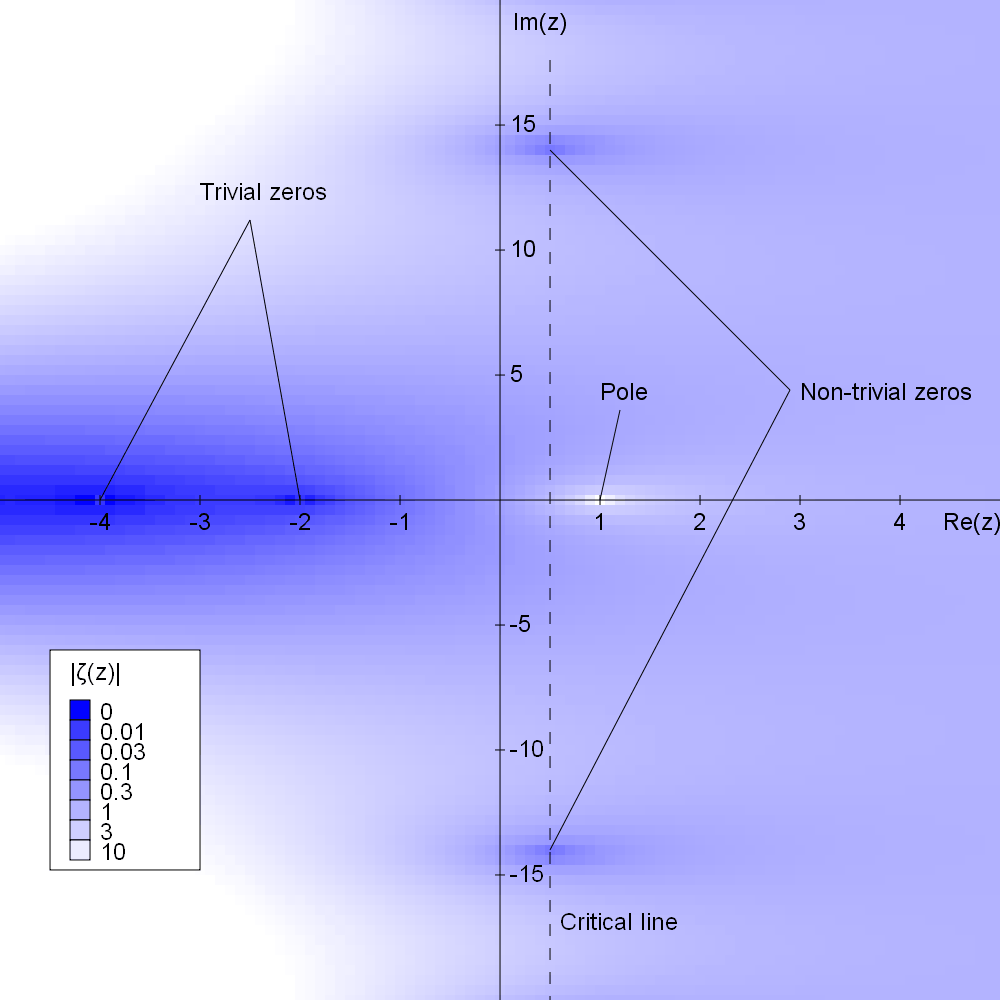
مقدار مطلق تابع زتا

ریشه‌هایش همان ریشه‌های تابع زتا در نوار بحرانی است و همچنین ریشه‌هایش بر روی خط بحرانی حقیقی هستند. وجود این ریشه‌ها را می‌توان با محاسبات عددی اثبات کرد که وجود وجود صفر دقیقاً بر روی خط بین دو نقطه با چک کردن عددی که تابع اتحاد مخالف نشانه‌ها در این نقاط است. می‌توان نوشت
{\displaystyle \zeta ({\tfrac {1}{2}}+it)=Z(t)e^{-i\theta (t)}}
که تابع هاردی Z و تابع تتای ریمان–سیگل θ به صورت منحصر به فردی در این رابطه تعریف شده‌اند. با پیدا کردن فواصلی که در آن تابع Z تغییر علامت می‌دهد می‌توان نشان داد که بسیاری از ریشه‌ها روی خط بحرانی هستند. به منظور بررسی حدس ریمان برای هر قسمت موهومی T ریشه‌ها، باید چک کرد که ریشه‌ای بیرون از خط در نوار بحرانی وجود ندارد. این را می‌توان با محاسبه تعداد ریشه‌ها در نوار بحرانی و چک کردن این که این تعداد با ریشه‌های روی خط برابر اند نشان داد. با این کار می‌توان حدس ریمان را با محاسبات عددی برای هر مقدار T بررسی کرد.
بسیاری از ریشه‌های تابع زتا به صورت عددی محاسبه شده‌اند. تا کنون همه ریشه‌های به دست آمده بر روی خط بحرانی هستند.